# Rundliche Koffermuschel
Die Rundliche Koffermuschel (Hemilepton nitidum) ist eine Muschel-Art aus der Familie der Lasaeidae. 

## Merkmale
Das Gehäuse ist gleichklappig, aber leicht ungleichseitig. Es ist im Umriss gerundet quadratisch und leicht nach vorne verlängert. Die Wirbel sitzen hinter der Mittellinie. Es wird bis zu drei Millimeter lang, ausnahmsweise auch bis zu vier Millimetern. Fritz Nordsieck gibt an: 2,5 mm Länge, 2 mm Höhe und 1 mm Dicke (im Querschnitt). Es ist damit deutlich länglich. Der vordere und der hintere Dorsalrand sind leicht geschultert. Der Hinterrand ist geringfügig weniger stark gekrümmt als das Vorderende. Der Ventralrand ist weit gerundet. Das kleine Ligament liegt intern in einer flachen Eintiefung hinter den Wirbeln. Das Schloss weist in der rechten Klappe einen einzelnen Hauptzahn und je zwei hintere und vordere Seitenzähne auf. In der linken Klappe sitzen ein kräftiger Hauptzahn und jeweils nur ein vorderer und hinterer Seitenzahn. Die Mantellinie ist nicht eingebuchtet. Die Muskeleindrücke sind nur undeutlich. Der innere Rand ist glatt.
Die weißliche Schale ist dünn und durchscheinend. Die Oberfläche ist im Wesentlichen glatt, abgesehen von feinen randparallelen Anwachslinien. Im Bereich des Wirbels sind mikroskopische Gruben ventral des Prodissoconchs. Das Periostracum ist ein dünner, hellgelber Überzug.

## Geographische Verbreitung und Lebensraum
Das Verbreitungsgebiet von Hemilepton nitidum reicht von Nordnorwegen bis nach Nordafrika und ins Mittelmeer und Schwarze Meer.
Die Art kommt auf grobsandigen bis kiesigen Sedimenten vom Flachwasser bis in etwa 150 Meter Wassertiefe vor. Fritz Nordsieck gibt einen Tiefenbereich von 18 bis 216 Metern an. Die Tiere leben vermutlich als Kommensalen an bzw. auf Krebsen der Arten Upogebia deltaura (Leach, 1816) und Upogebia stellata (Montagu, 1808).

## Taxonomie
William Turton stellte 1822 dieses Taxon in der ursprünglichen Kombination Lepton nitidum auf. Es wurde in der Vergangenheit auch in die Gattungen Erycina Lamarck, 1805 und Semierycina Monterosato in Cossmann, 1911 gestellt. Die MolluscaBase ordnet die Art in die Gattung Hemilepton Cossmann & Peyrot, 1911 ein. MolluscaBase nennt noch folgende Synonyme: Erycina prismatica Cossmann & Peyrot, 1912, Kellia compressa Milaschewitsch, 1909, Lepton convexum Clark, 1852, Lepton nitidum var. laevis Jeffreys, 1864, Lepton nitidum var. lineolata Jeffreys, 1864 und Lepton nitidum var. pisidialis Jeffreys, 1864.

## Belege

### Online
- Marine Bivalve Shells of the British Isles: Hemilepton nitidum (Turton, 1822) (Website des National Museum Wales, Department of Natural Sciences, Cardiff)